# Kalix HC
Der Kalix HC (bis 2015 Kalix Ungdoms HC) ist ein 2009 gegründeter schwedischer Eishockeyklub aus Kalix. Die Mannschaft spielt in der Hockeyettan.

## Geschichte
Der Kalix UHC wurde 2009 als Nachfolgeverein des in Konkurs gegangenen Kalix HF gegründet. Die Mannschaft spielt seit ihrer Premierenspielzeit in der dritten Liga, die inzwischen Hockeyettan genannt wird. 

## Bekannte ehemalige Spieler
- Mikael Österberg